# Afrixalus morerei
Afrixalus morerei là một loài ếch trong họ Hyperoliidae. Tên tiếng Anh của nó là Morere's banana frog. Chúng là loài đặc hữu ở dãy núi Udzungwa, và có thể cả dãy núi Uluguru của Tanzania.
Các môi trường sống tự nhiên của chúng là các khu rừng vùng núi ẩm nhiệt đới hoặc cận nhiệt đới, đồng cỏ ở cao nhiệt đới hoặc cận nhiệt đới, đầm nước, và vùng đồng cỏ. Loài này đang bị đe dọa do mất môi trường sống.